# Родріго Агірре
Родріго Агірре (ісп. Rodrigo Aguirre, нар. 1 жовтня 1994, Монтевідео) — уругвайський футболіст, нападник мексиканського клубу «Америка» та національної збірної Уругваю. Відомий за виступами в низці уругвайських і закордонних клубів. Переможець Ліги Каріока.

## Клубна кар'єра
Родріго Агірре народився 1994 року в місті Монтевідео, та є вихованцем футбольної школи клубу «Ліверпуль» (Монтевідео). Професійну футбольну кар'єру розпочав 2011 року в основній команді того ж клубу, в якій грав до 2014 року, взявши участь у 57 матчах чемпіонату. У 2014 році керівництво клубу віддало Агірре в оренду до італійського клубу «Емполі». У 2015 році уругвайський нападник на правах постійного контракту перейшов до іншого італійського клубу «Удінезе», проте за короткий час керівництво клубу вирішило віддати футболіста в оренду, і до кінця контракту з клубом у 2019 році Агірре грав у оренді в іншому італійському клубі «Перуджа», швейцарському клубі «Лугано», уругвайському клубі «Насьйональ», та бразильському клубі «Ботафогу».
У 2019 році Родріго Агірре став гравцем еквадорського клубу «ЛДУ Кіто», в якому грав до кінця 2020 року. На початку 2021 року уругвайський нападник перейшов до мексиканського клубу «Некакса», в якому грав до середини 2022 року. У 2022 році Агірре перейшов до іншого мексиканського клубу «Монтеррей», у якому грав до середини 2024 року. У 2024 році уругвайський футболіст перейшов до мексиканського клубу «Америка», в якому станом на середину листопада відзначився 5 забитими м'ячами в 11 проведених матчах.

## Виступи за збірні
2011 року Родріго Агірре дебютував у складі юнацької збірної Уругваю, загалом на юнацькому рівні взяв участь у 13 іграх, відзначившись 2 забитими голами.
Протягом 2012—2013 років Агірре залучався до складу молодіжної збірної Уругваю. На молодіжному рівні зіграв у 10 офіційних матчах, забив 1 гол.
15 листопада 2024 року Родріго Агірре дебютував у складі національної збірної Уругваю в матчі кваліфікаційного раунду чемпіонату світу з футболу проти збірної Колумбії, і відзначився в ньому забитим м'ячем.

## Титули і досягнення
- Переможець Ліги Каріока (1):

«Ботафогу»: 2018